# 伊豆信用金庫
伊豆信用金庫（いずしんようきんこ）は、かつて静岡県伊東市に本店を置いていた信用金庫である。2006（平成18）年10月16日、三島信用金庫と対等合併した。

## 沿革
- 1936（昭和11）年8月　　産業組合法により伊東信用組合を設立
- 1951（昭和26）年10月　伊東信用金庫に改称。
- 1969（昭和44）年7月　　網代信用金庫（昭和3年10月設立）と合併し伊豆信用金庫となる。
- 2002（平成14）年10月　下田信用金庫と合併。
- 2006（平成18）年10月16日付　三島信用金庫と対等合併。合併後の各支店名は「伊豆信用金庫○○支店」から『三島信用金庫○○支店』と変更されている。

## 統廃合
- 県外である神奈川県湯河原町にも「湯河原支店」があったが1998年頃に廃止された。